# Ichthyostraca
Classe
Les Ichthyostraca sont une classe de crustacés dont beaucoup d'espèces sont des parasites d'animaux marins. 

## Liste des sous-taxons
Selon World Register of Marine Species (17 janvier 2025) :
- sous-classe Pentastomida Diesing, 1836
  - ordre Cephalobaenida Heymons, 1935
  - ordre Porocephalida Heymons, 1935
  - ordre Raillietiellida Almeida & Christoffersen, 1999
  - ordre Reighardiida Almeida & Christoffersen, 1999

## Systématique
Le nom valide complet (avec auteur) de ce taxon est Ichthyostraca Zrzavý (d), Hypša (d) & Vlášková (d), 1997.

### Publication originale
- (en) Jan Zrzavý, Václav Hypša et Michaela Vlášková, « Arthropod phylogeny: taxonomic congruence, total evidence and conditional combination approaches to morphological and molecular data sets », Systematics Association Special, 1997, vol. 55, n. 1, pp. 97-107 (introduction).